# 아이디어
아이디어(idea)는 기획에 바탕을 두고서 발상단계에 들어가는 것이 주체는 디자이너에 있음이 바람직하다. 풍부한 아이디어는 수많은 뛰어난 디자인을 낳는 원천이므로, 디자이너는 독창적인 아이디어맨에서 비롯될 수 있다. 여러 가지 동기에서 생기는데 미국의 어느 공업 디자이너는 다음의 12항을 들고, 그것들이 독특하고 또는 복수로 작용한다고 할 수 있다. 미적인 감성, 기술, 구조, 스타일링, 생산기술, 시장성, 휴먼엔지니어링, 서비스, 패키지, 인번트리, 가격, 인스피레이션, 기타 등등이다.

## 같이 보기
- 관념

## 참고 자료
- 이 문서에는 다음커뮤니케이션(현 카카오)에서 GFDL 또는 CC-SA 라이선스로 배포한 글로벌 세계대백과사전의 내용을 기초로 작성된 글이 포함되어 있습니다.